# Абтштайнах
Абтштайнах (нім. Abtsteinach)  — комуна в Німеччини, в землі Гессен. Підпорядкована адміністративному округу Дармштадт. Входить до складу району Бергштрасе. Населення становить 2432 осіб (на 2010) . Займає площу 11,03 км². Офіційний код 06 4 31 001. 

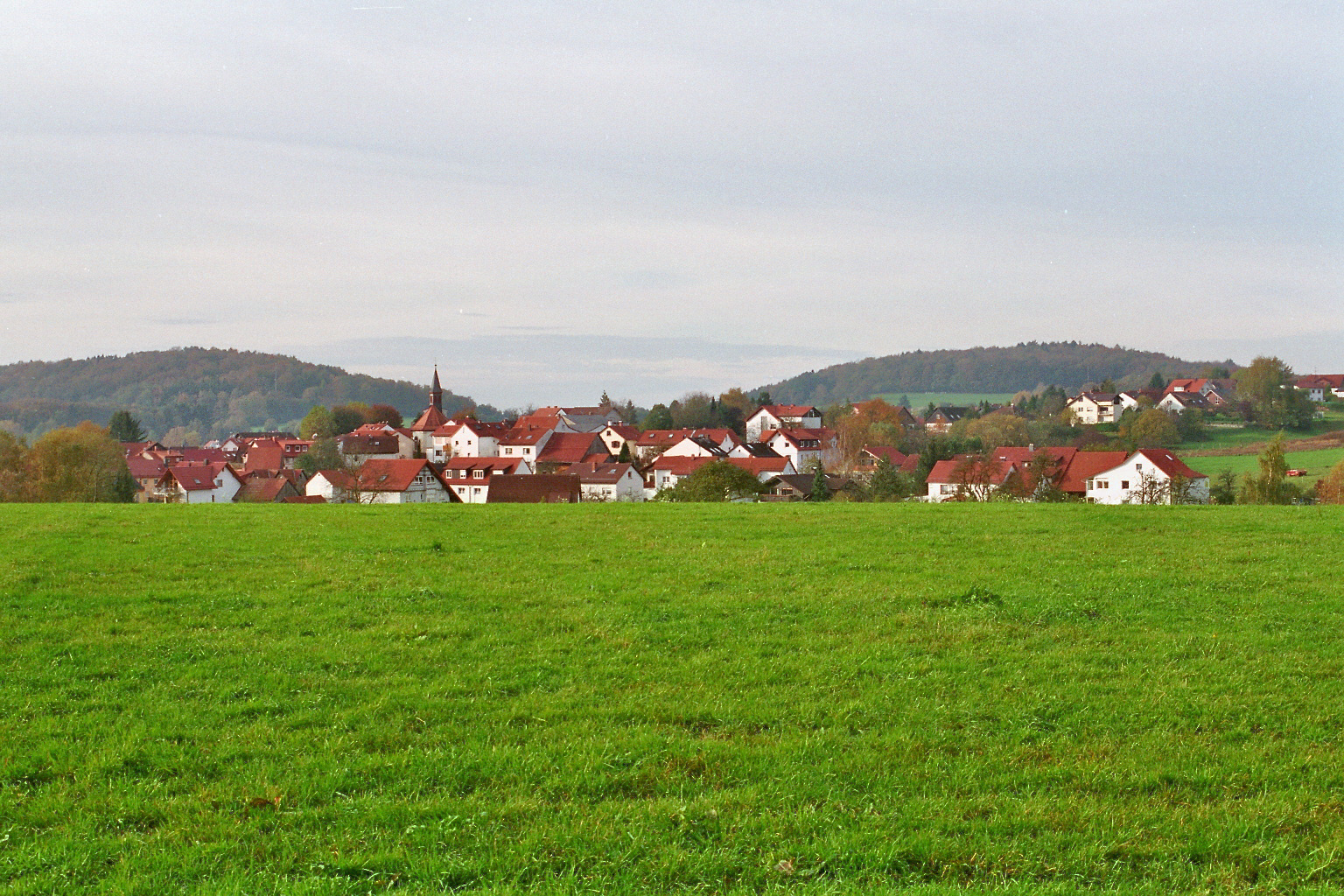
Ortsansicht